# Bazooka
Bazooka – potoczna nazwa amerykańskiej ręcznej wyrzutni niekierowanych przeciwpancernych pocisków rakietowych z głowicą kumulacyjną. Granatnik przeciwpancerny stosowany przez wojska amerykańskie i na uzbrojeniu armii amerykańskiej do lat sześćdziesiątych XX wieku.
Słowo bazooka pochodzi od prymitywnego instrumentu ludowego o tej samej nazwie, prostej wersji puzonu.

## Historia

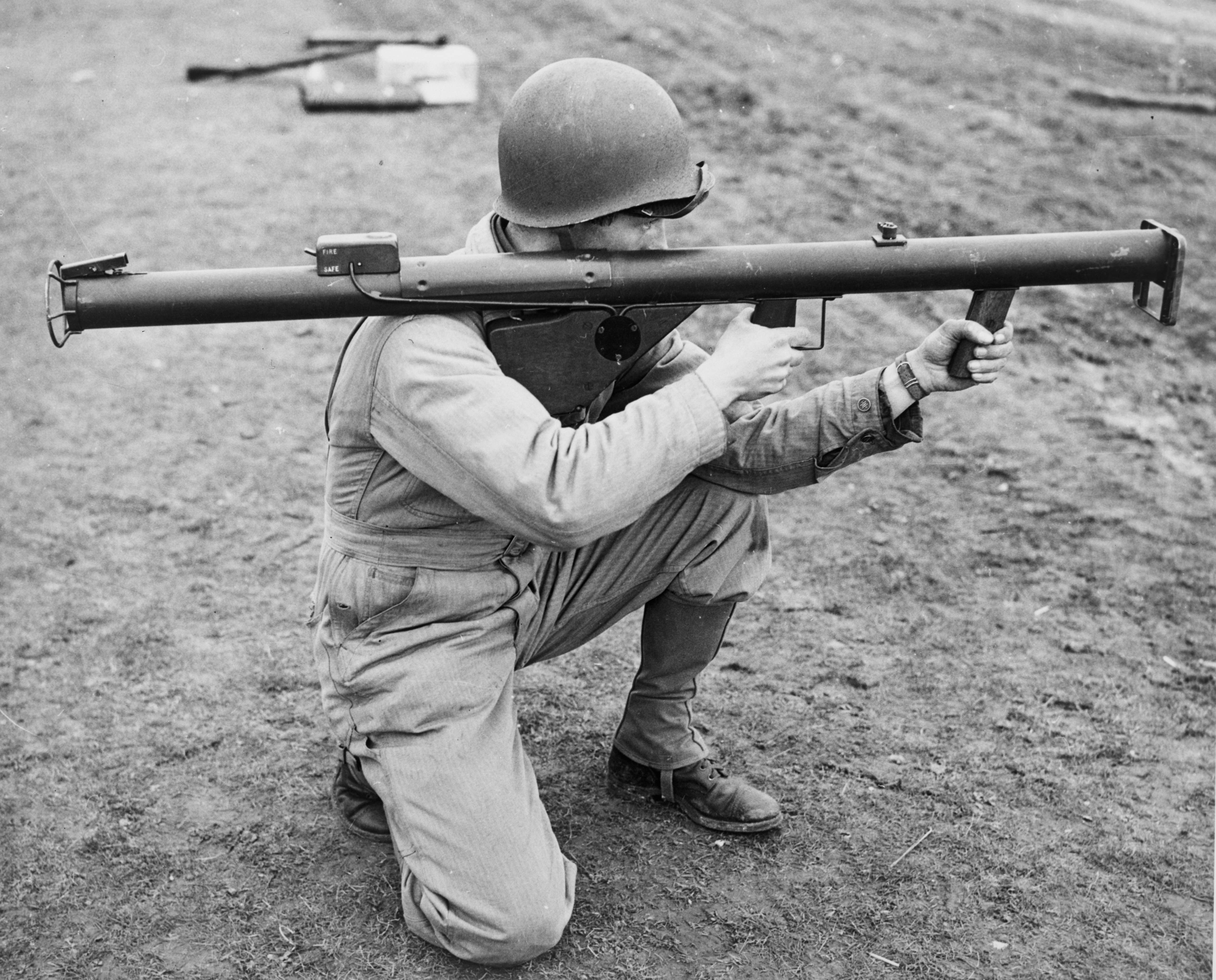
Żołnierz z M1 Bazooka

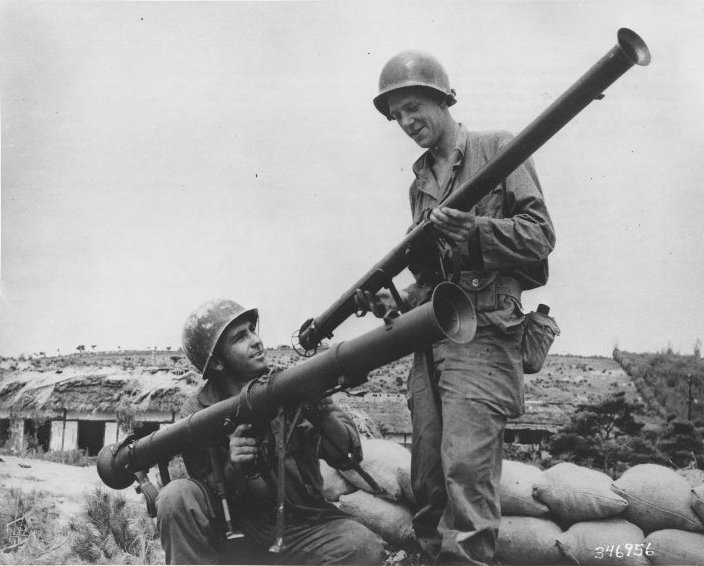
Żołnierze amerykańscy z wyrzutniami M20 (Super Bazooka) i M9A1 (powyżej) w czasie wojny koreańskiej

Wstępne prace badawcze w dziedzinie ręcznej broni rakietowej rozpoczęto w USA w 1933 roku. W 1942 roku rozpoczęto produkcję seryjną 60 mm (2,36-calowych) granatników M1 Bazooka i stabilizowanych brzechwowo 60 mm kumulacyjnych pocisków rakietowych M6A3. Wyrzutnia była cienkościenną, obustronnie otwartą rurą o długości 1550 mm i masie 5,71 kg, wyposażoną w (początkowo) dwa chwyty pistoletowe, proste mechaniczne przyrządy celownicze i elektryczny układ odpalający zasilany z suchej baterii. Dla zwiększenia manewrowości, rura była skręcana z dwóch części i rozkładana na czas marszu. Etatową obsługę wyrzutni stanowiło dwóch żołnierzy: celowniczy i amunicyjny. 
Wyrzutni M1 użyto po raz pierwszy w listopadzie 1942 roku w walkach w Afryce Północnej, gdzie egzemplarze broni zostały przechwycone przez Niemców i posłużyły im za bazę do skonstruowania swojej własnej, znacznie lepszej broni - Raketenpanzerbüchse Panzerschreck. Wersję rozwojową broni oznaczono M1A1 (uproszczona konstrukcja i ulepszony układ elektryczny, usunięcie chwytu przedniego). W kolejnych wzorach wyrzutni, oznaczonych symbolami M9 i M9A1, udoskonalono przyrządy celownicze (celownik optyczny), baterię elektryczną zastąpiono generatorem magneto-indukcyjnym (umieszczonym w uchwycie), a w przypadku M9A1 obsługę stanowił tylko jeden żołnierz.
Pod koniec lat czterdziestych XX wieku wprowadzono do uzbrojenia wojsk amerykańskich 88,9 mm (3,5-calową) ręczną wyrzutnię rakietową M20 Super Bazooka, wykonaną ze stopu na bazie aluminium, oraz nowy pocisk rakietowy o przebijalności pancerza zwiększonej prawie czterokrotnie do 280 mm i prawie trzykrotnie większej donośności. Używano jej w czasie wojny koreańskiej w latach 1950–1953. Obok pocisków kumulacyjnych (M28A2 HEAT) używano także zapalających pocisków fosforowych (T127E3/M30 WP), a obsługę stanowiło znów dwóch żołnierzy. W okresie późniejszym produkowano lżejszy model M20B1 z wyrzutnią z aluminium, oraz jego dalszą wersję M20A1/A1B1. Powstała także eksperymentalna trójstrzałowa M25 Three Shot Bazooka, montowana na trójnogu.
W roku 1962 88,9 mm Bazooka została zastąpiona w USA 66 mm wyrzutnią jednorazowego użytku M72 LAW.

## Dane taktyczno-techniczne
| Typ                                | M1A1      | M9A1      | M20A1/A1B1 |
| ---------------------------------- | --------- | --------- | ---------- |
| Kaliber (mm) (cale)                | 60 (2,36) | 60 (2,36) | 88,9 (3,5) |
| Masa broni (kg)                    | 5,71      | 7,00      | 6,50       |
| Masa pocisku (kg)                  | 1,59      | 1,59      | 3,65       |
| Długość broni (mm)                 | 1370      | 1550      | 1524       |
| Donośność maksymalna (m)           | 365       | 365       | 913        |
| Donośność skuteczna (m)            | 109       | 109       | 274/182    |
| Prędkość początkowa pocisku (m/s)  | 81        | 81        | 104        |
| Grubość przebijanego pancerza (mm) | 75        | 75        | 280        |
| Promień działania odłamków (m)     | ?         | ?         | 25 - 45    |
| Szybkostrzelność (strzały/minuta)  | 4         | ?         | 3 - 4      |
| Obsługa                            | 2         | 1         | 2          |